# 2014 TU85
2014 TU85, também escrito como 2014 TU85, é um objeto transnetuniano (TNO) que está localizado no cinturão de Kuiper, uma região do Sistema Solar. O mesmo possui uma magnitude absoluta de 8,4 e tem um diâmetro com cerca de 92 km.

## Descoberta
2014 TU85 foi descoberto no dia 13 de outubro de 2014 pelo The Dark Energy Survey.

## Órbita
A órbita de 2014 TU85 tem uma excentricidade de 0,308 e possui um semieixo maior de 48,647 UA. O seu periélio leva o mesmo a uma distância de 33,641 UA em relação ao Sol e seu afélio a 63,653 UA.